# Egen Ungdoms- & Idrætsforening
Egen Ungdoms- & Idrætsforening (EUI) er en ungdoms- og idrætsforening i Guderup på Als, som bl.a. har idrætsgrenene fodbold, håndbold, gymnastik, badminton, linedance, tennis, volleyball, stavgang og krolf på programmet.
Foreningen blev stiftet den 12. december 1897 som ungdomsforeningen Enigheden, hvor aktiviteterne var højtlæsning i hjemmene og folkedans på kroerne. I 1905 blev aktiviteterne udvidet med fodbold og gymnastik, og foreningens navn blev ændret til Gymnastik- og Idrætsforeningens Ungdommens Vel. I løbet af 1910'erne får foreningen en dilettantafdeling, og i 1921 oprettes et sangkor.
Sportsaktiviteterne fortsatte efter genforeningen, og man fik desuden håndbold på programmet. Under 2. verdenskrig anlagdes en ny idrætsplads ved skolen, som man indviede den 10. juni 1945. Efter 20 års brug var idrætspladsen imidlertid så nedslidt, at foreningen anmodede sognerådet om en ny sportsplads. Kommunen stillede et stykke jord til rådighed, og den 23. juni 1968 kunne foreningens første klubhus indvies. Indendørs vinteraktiviteter som badminton, indendørs fodbold, håndbold og gymnastik blev dog først mulige fra 1978, hvor hallen i Guderup står færdig.
I 1966 omstruktureredes foreningen. Hver sportsgren fik sin egen formand, og de kulturelle aktiviteter blev nedprioriteret. Samtidig ændrede foreningen navn til det nuværende.
I 1982 blev EUI's nuværende idrætsanlæg opført. Indvielsen skete officielt den 3. juni 1983. I 2003 blev klubhuset udvidet og omdannet til Guderup Aktivitetscenter.